# Phân tập
Phân tập là một phương pháp dùng trong viễn thông dùng để nâng cao độ tin cậy của việc truyền tín hiệu bằng cách truyền một tín hiệu giống nhau trên nhiều kênh truyền khác nhau để đầu thu có thể chọn trong số những tín hiệu thu được hoặc kết hợp những tín hiệu đó thành một tín hiệu tốt nhất. Việc này nhằm chống lại fading và nhiễu là do những kênh truyền khác nhau sẽ chịu fading và nhiễu khác nhau. Người ta có thể sử dụng mã sửa lỗi FEC (forward error correction) cùng với kỹ thuật phân tập. Lợi dụng việc truyền trên nhiều kênh mà ta có được độ lợi phân tập, thường được đo bằng dB.
Có mấy loại phân tập chính sau đây:
- Phân tập không gian: tín hiệu được truyền trên nhiều đường khác nhau. Trong truyền dẫn hữu tuyến, người ta truyền trên nhiều sợi cáp. Trong truyền dẫn vô tuyến, người ta hay sử dụng phân tập ăng ten, chẳng hạn như phân tập phát (transmit diversity)/phân tập thu (receive diversity) là phân tập trên nhiều ăng ten phát/ăng ten thu. Nếu các ăng ten đặt gần nhau khoảng vài bước sóng thì gọi là phân tập gần (microdiversity). Nếu các ăng ten đặt cách xa nhau thì gọi là phân tập xa (macrodiversity).
- Phân tập tần số tín hiệu được truyền trên nhiều tần số khác nhau hoặc trên một dãy phổ tần rộng bị tác động bởi fading lựa chọn tần số (frequency-selective fading).
  - OFDM: được sử dụng kết hợp với ghép xen và mã sửa lỗi FEC
  - Trải phổ: ví dụ như trải phổ nhảy tần hoặc trải phổ trực tiếp.
- Phân tập thời gian: tín hiệu được truyền đi ở những thời điểm khác nhau. Người ta dùng mã sửa lỗi FEC và trải tín hiệu ra theo thời gian bằng bộ ghép xen (bit-interleaving).
- Phân tập phân cực: tín hiệu được truyền đi bằng cách dùng những sóng phân cực khác nhau.
- Phân tập người sử dụng (multiuser diversity).

Khi xét trên khía cạnh máy phát và máy thu, chúng ta có phân tập phát và phân tập thu.
Phân tập phát bao gồm hai kỹ thuật:
- Kỹ thuật lựa chọn anten phát (Transmit Anten Selection)
  - Mô phỏng kỹ thuật anten phát bằng Matlab
- Kỹ thuật mã không gian thời gian (Space Time Block Code)

Phân tập thu bao gồm kỹ thuật sau:
- Kỹ thuật lựa chọn anten thu (Selection Combining)
- Kỹ thuật kết hợp theo tỷ lệ tối ưu (Maximal ratio combining)
- Kỹ thuật kết hợp theo tỷ lệ cân bằng (Equal gain combining)